# Muchachos trepando a un árbol
Garçons grimpant à un arbre
Muchachos trepando a un árbol (« Garçons grimpant à un arbre ») est une peinture réalisée par Francisco de Goya en 1791-1792 et faisant partie de la septième série des cartons pour tapisserie destinée au bureau de Charles IV à l'Escurial.

## Contexte de l'œuvre
Tous les tableaux de la septième série sont destinés au bureau de Charles IV, anciennement prince des Asturies et à qui étaient déjà destinées les six premières séries, au palais de l'Escurial. Le tableau a été peint entre fin 1791 et début 1792.
Il fut considéré perdu jusqu'en 1869, lorsque la toile fut découverte dans le sous-sol du Palais royal de Madrid par Gregorio Cruzada Villaamil, et fut remise au musée du Prado en 1870 par les ordonnances du 19 janvier et du 9 février 1870, où elle est exposée dans la salle 93. La toile est citée pour la première fois dans le catalogue du musée du Prado en 1876.
La série était composée de La Boda, Los Zancos, El Balancín, Las Gigantillas, Muchachos trepando a un árbol, El Pelele et Las Mozas del cántaro.

## Analyse
Trois enfants jouent à monter sur un arbre. L'un d'eux s'appuie sur les deux autres et est aidé par le troisième. Dans le lointain on distingue un château. Il s'agit d'un des derniers cartons de Goya. Pensé comme un dessus-de-porte, il reproduit le schéma triangulaire de Muchachos cogiendo frutas, bien que l'on note une évolution de la technique et du style. La scène est profonde, en partie grâce au raccourci de l'enfant chauve sur lequel s'appuie celui qui monte. Les montagnes permettent de définit un coup de pinceau léger qui caractérise la dernière période de Goya comme peintre de carton pour tapisseries.
Bartolomé Esteban Murillo et d'autres artistes espagnols baroques avaient réalisé plusieurs composition d'enfants jouant à attraper des fruits et leurs influences sont claires ici comme dans Garçons cueillant des fruits.